# Clinocippus albater
Clinocippus albater is een hooiwagen uit de familie Cranaidae.